# Пясъчна котка
Пясъчната котка  (Felis margarita) е дребен хищник от семейство Котки. 

## Физически характеристики
Пясъчната котка много прилича на домашната и е със същите размери. Дължина на тялото 43 – 58 cm, а на опашката 28 – 35 cm. Тежи 2 – 3,5 кг. Тялото и е компактно, с къси крайници и рунтава опашка с тъмно оцветен край. Главата е сравнително широка, с ниско поставени остри уши. Козината и е гъста с пясъчно-жълта окраска и сив оттенък, като надолу постепенно изсветлява. Изпъстрена е с бледи и неясни сиво-кафяви ивици, което създава впечатлението за еднотипна окраска. Ходилата и са гъсто окосмени, което ги предпазва от горещини и студ в пустинята.

## Разпространение
Среща се в Северна Африка (Алжир, Египет, Либия, Мароко, Нигер, Судан, Тунис), Югозападна Азия (Иран, Катар, Оман, Пакистан), Централна Азия (Туркменистан, Узбекистан) и Саудитска Арабия. Обитава пустинни местности покрити с рядка растителност. Получава името си по един вид пясъчни дюни, наречени бархан.

## Начин на живот и хранене
Пясъчната котка е активна привечер и нощем. Лови мишки, песчанки и други дребни гризачи, влечуги и насекоми. С добре развития си слух открива жертвите си дори когато са заровени под пясъка.

## Размножаване
Обикновено има по две котила годишно – през март-април и отново през октомври. Бременността продължава 59 – 63 дни, след което се раждат 2 – 4 котенца. Малките отварят очи на 14 дни, а прохождат на 20 дни. Започват да се хранят с твърда храна след петата седмица и стават независими на 3 – 4 месеца. Достигат полова зрелост на около 10 – 12 месеца. Живеят максимум 13 години.

## Подвидове
- Felis margarita margarita, в Сахара
- Felis margarita harrisoni, на Арабския полуостров
- Felis margarita thinobia, в Иран
- Felis margarita scheffeli, в Пакистан

## Природозащитен статус
Пакистанските пясъчни котки са редки и фигурират в Червения списък на световнозатрашените видове на IUCN като потенциално застрашени.